# Benjamin Christoph von Graßhof
Benjamin Christoph von Graßhof (* 5. Februar 1702 in Mühlhausen/Thüringen; † 31. Juli 1778 in Ballenstedt) war ein deutscher Rechtsgelehrter.

## Leben
Benjamin Christoph von Graßhof verlor seinen Vater Heinrich Wilhelm Graßhof bereits in seinem 15. Lebensjahr. Nach Beendigung seiner juristischen Studien an der Universität Leipzig und seiner Rückkehr nach Mühlhausen wurde er anfangs in das Ratskollegium und  bald danach zum Stadtsyndikus berufen. Wichtige Angelegenheiten führten ihn dreimal in den Jahren 1731, 1733 und 1755 nach Wien. Während dieses Zeitraums, in dem er beim Reichshofrat zum Wohl seiner Mitbürger wirkte, ernannte ihn der Fürst Heinrich von Schwarzburg-Sondershausen zum Hofrat und später zum geheimen Rat. Daher musste er sich bisweilen an den Hof dieses Regenten begeben, um die ihm übertragenen Geschäfte zu besorgen. 1770 berief ihn der Fürst von Anhalt-Bernburg zu seinem wirklichen geheimen Rat. Er folgte diesem Ruf und lebte anfangs zu Bernburg und hierauf zu Ballenstedt, wo er am 31. Juli 1778 im Alter von 76 Jahren starb. Er hinterließ den Ruf eines gründlichen Rechtsgelehrten.
Graßhof bemühte sich die Geschichte und Rechtsverhältnisse seiner Vaterstadt genau kennenzulernen. Er verfasste eine für seine Zeitgenossen wichtige, später aber bedeutungslos gewordene Abhandlung über den Ursprung und die Altertümer der Stadt Mühlhausen (Commentatio de originibus atque antiquitatibus S. R. J. liberae civitatis Muhlhusae Thuringorum, monumentis adhuc ineditis illustrata, 1749). Ferner hatte er einen großen Anteil an der vom Reichshofrat, Freiherrn von Senckenberg, veranstalteten Ausgabe des Corpus juris germanici medii aevi. Auch soll er Verfasser verschiedener Schriften sein, die teils eigenständig ohne seinen Namen herauskamen, teils in anderen Sammelwerken enthalten sind.